# Literatura en esperanto
La literatura esperantista està lligada amb els orígens de la llengua esperanto. El doctor L. L. Zamenhof, l'iniciador de la llengua internacional Esperanto, més que escriure una gramàtica i un diccionari de milers de pàgines, el que va fer, va ser traduir el màxim nombre d'obres mestres com li fou possible: Hamlet de Shakespeare o una part de La Bíblia en són un parell d'exemples. La seva filosofia era que això serviria per a perfeccionar la llengua, posant-la a prova amb les llengües naturals. Aquesta tendència donà els seus fruits: de les 912 arrels inicials, l'esperanto passà a tenir-ne 2.126 l'any 1908. El Plena Ilustrita Vortaro, que és el diccionari més important de la llengua internacional esperanto, fou publicat l'any 1970. Actualment té al voltant de 17.000 entrades i es calcula que es poden formar més de 100.000 paraules.

## Les traduccions
Hi ha més de 10.000 obres traduïdes a l'esperanto. Hi ha hagut una activitat interrompuda només per la Primera i la Segona Guerra Mundial.
És inversemblant que moltes persones puguin llegir mai a la vegada, amb la seva llengua materna els Contes caucàsics de Lermontov, el Kalevala finlandès, Les cinc cortesanes de Ihara Saikaku, les Novel·les curtes de Lu Sin i La Tragèdia humana de Imre Madach, a més de Faust, Otelo, Edip Rei i La divina comèdia. Tampoc és probable, ni tan sols en els països occidentals, que es puguin trobar traduïdes en la llengua materna de cadascú totes les obres que ho han estat en esperanto. El lector de l'esperanto, doncs, té a la seva disposició una selecció absolutament representativa de la producció literària de la humanitat. Els escriptors búlgars J. Jovkov, G. Karaslavov, G. P. Stamatov, N. Vaptzarov, etc. són coneguts pels esperantistes a través de les seves obres. La poesia letona de Janis Rainis i la islandesa de T. Hamri, la prosa frisona o la catalana són accessibles als esperantistes, mentre que el públic no esperantista, ni tan sols sospita la seva existència. La versió en esperanto de Marta, novel·la de E. Orzeszkowa, ha servit per a la seva traducció al xinès o el japonès i el text en esperanto de Kon-tiki ha estat el punt de partida de diverses traduccions.
L'esperanto és de les llengües, que gràcies a la seva precisió i la seva sintaxi permet realitzar les millors traduccions.

## Literatura original
Podem distingir tres fases al llarg de la història de la literatura en esperanto:
1. El primer període s'inicià amb l'aparició de la llengua (1887) fins al 1914. La literatura obrí als esperantistes un camp d'experimentació de les teories i les possibilitats lingüístiques que ofereix la llengua. A més de les traduccions, també aparegué la poesia original en esperanto, per tal de perfeccionar l'instrument literari i fer-lo més noble.
2. Durant el segon període, que correspon als anys d'entreguerres, es visqué una crisi a causa de la disputa entre els Antics i els Moderns.
3. El tercer període s'inicià a partir del 1945. L'esperanto entrà definitivament en una fase on deixà endarrere l'experimentació i els escriptors usaren l'esperanto al servei de les veritables vocacions literàries.

### El primer període
La Fundamenta Krestomatio (antologia reunida per L. L. Zamenhof) té un objectiu únicament normatiu. Els escriptors d'aquest període eren essencialment traductors, propagandistes i assagistes teòrics. No obstant aparegueren dues tendències. La tendència eslava s'esforçava per donar a la llengua molta llibertat d'estil i fer que la llengua fos molt flexible. Els principals representants d'aquesta tendència foren: el germà de L. L. Zamenhof (1868-1933), Antoni Grabowski (1857-1921), químic polonès, autor de diverses obres científiques, capaç de traduir a una trentena de llengües i la persona que mantingué amb L. L. Zamenhof la primera conversa en esperanto. Els seus poemes Tagigxo, Reveno de l'Filo i Sur unu kordo són uns clàssics, però el seu paper principal fou la seva influència com a lingüista. La seva traducció de Pan Tadeusz de Mickiewicz i del Mazeppa de Slowacki el convertiren en el pare de la llengua poètica. Leo Belmont (1865-1941), periodista polonès, publicà el 1908 la recopilació de poemes Sonoj Esperantaj i nombrosos escrits. Devjatnin (1862-1938), professor de llatí i de literatura russa, fou el pioner de la literatura en esperanto a Rússia. A més de les traduccions de Puixkin, la seva obra en quatre volums conté poemes i relats originals.
El capellà catòlic lituà Alexandre Dambrauskas (1860-1940), amb el pseudònim de Dombrowski, publicà poemes religiosos. El mestre d'escola rus I. Shirjaev (1877-1933) fou l'iniciador de l'Enciklopedio de Esperanto, per a la qual obtingué uns 2.000 articles. Stanislav Schulhof (1894-1919), dentista txec, fou el primer poeta líric que per la maduresa del seu talent i la retenció de l'emoció difongué una personalitat dinàmica i persuasiva a través d'una sèrie de passatges molt reeixits.
La influència francesa, més intel·lectual i més burgesa, es traduí més a nivell organitzatiu que no pas creatiu. Els matemàtics Charles Méray i C. Bourlet, el general Sebert, L. Chevreux, anomenat De Beaufront, i el filòsof E. Boirac, rector de l'Acadèmia de Dijon, van fer ús de la seva serietat i les seves relacions a favor de l'esperantisme, el qual a França, aviat comptà amb dues publicacions: Revuo, editat per Hachette, sota la direcció de Bourlet i Lingvo Internacia, dirigida per T. Cart. Aquestes dues publicacions, de difusió europea però diferents per les seves opcions literàries (una simbolitzant l'evolució de la llengua i l'altre més fidel a l'ortodòxia) simbolitzen una oposició present a través de tota la història de l'esperanto.
Edmond Privat (1889-1962) començà a partir d'aquest període una dilatada carrera que va consagrar l'esperanto com a llengua de cultura. Fou el primer biògraf de L. L. Zamenhof i el primer historiador de l'esperantisme amb Historio de Esperanto (1911 i 1927). Fou poeta i un gran orador. Aprofità la seva posició per estendre l'esperanto.
El 1909, al 5è Congrés Mundial d'Esperanto, celebrat a Barcelona, va tenir lloc la primera edició dels Jocs Florals Internacionals. Entre els premiats s'hi trobaven Clarence Bicknell i un jove Carles Riba.

### El segon període
L'esperanto ja no era una novetat. Aquest període fou marcat per dos corrents. La preocupació científica es generalitzà entre els teòrics de la llengua, que tractaren el problema de l'esperanto a partir de la investigació. Així doncs, l'esperantologia va néixer amb lexicògrafs com Grosjean-Maupin i Eugen Wüster i gramàtics com Gaston Waringhien i Kálmán Kalocsay, els quals redactaren la Plena Gramatiko de Esperanto i més tard la Plena Analiza Gramatiko de Esperanto. Hi hagué controvèrsia pel que fa a qüestions ortogràfiques i gramaticals amb Teo Jung, T. Pumpr i T. Cart. Ernest Drezen publicà el 1931 una Història de la Llengua Internacional. J. Dietterle reuní l'obra original de L. L. Zamenhof el 1929 i P.E. Stojan escrigué la Bibliografia de la Llengua Internacional el 1929.
També pel que fa a la creació literària, aquest segon període mostrà signes de maduresa. L'escola de Budapest, agrupada al voltant de la revista Literatura Mondo, reuní una desena d'escriptors que definiren una part important de la literatura original en esperanto. Gyula Baghy (1891-1967), actor, director escènic, infatigable militant de l'esperantisme, fou poeta i autor de novel·les curtes satíriques. Kálmán Kalocsay, metge, professor i compositor introduí a la llengua, gràcies als seus nombrosos poemes, molts neologismes que a vegades fan enfadar els més conservadors.
A la Gran Bretanya, els autors s'agruparen al voltant de la revista International Language (1923-1931). Alguns dels autors britànics varen ser: L. N. Newell, poeta i novel·lista irònic, K. R. Stumer, H. A. Luyken, P. Debenham.
A la Unió Soviètica destacaren: Nikolai Nekràssov, Eugen Mihalski, Vladimir Varankin, teòric lingüista, Nikolai Hóhlov.
Altres països europeus comptaren també amb autors d'interès, els Països Baixos amb H. Bulthuis, Suècia amb Stellan Engholm, Catalunya amb Jaume Grau i Casas i Artur Domènech i Mas, entre d'altres.

### El tercer període
Malgrat la Segona Guerra Mundial, la continuïtat de l'esperanto estava assegurada, principalment gràcies als grans escriptors de l'escola de Budapest, en aquells temps, en plena maduresa i també gràcies a la seva revista, la qual, abans de deixar-se de publicar l'any 1949, inspirà una nova escola anomenada l'escola escocesa. Fou un període que destacà gràcies a la proliferació de revistes i el naixement de nous autors: els hongaresos Ferenc Szilagyi, redactor des del 1955 fins al 1967 d'una revista d'alta qualitat, Norda Prismo, Sandor Szathmari, conegut pels seus relats futuristes, o per exemple els quatre poetes de l'escola escocesa J. S. Dinwoodie, R. Rossetti, J. Islay Francis i W. Auld. W. Auld fou sense cap mena de dubte la més prolífica de les quatre personalitats tan diferents. L'any 1958 publicà La infana raso, una obra mestra de la literatura en esperanto. J. Islay Francis destaca per la seva novel·la La granda kaldrono.
La prosa està principalment representada per recopilacions d'assajos, de discursos i articles, tot un gènere oratori que s'ha desenvolupat gràcies als congressos esperantistes. Destaca en especial Ivo Lapenna, nascut l'any 1909 a Split (Croàcia). Fou professor universitari a Zagreb i més tard a Londres. Fou un gran orador i liderà el moviment esperantista durant bona part de la segona meitat del segle xx. La seva obra principal és Retoriko. Col·laborà també amb l'obra Esperanto en perspektivo, juntament amb Ulrich Lins i Tazio Carlevaro.
Els dramtaturgs són poc nombrosos i els autors de contes són de molta qualitat entre els quals destaquen el norueg J. H. Rosbach i el francès Jean Ribillard.
Actualment, hi ha centenars d'escriptors repartits per tot el món que utilitzen l'esperanto com a llengua de cultura. Aquest article és només un petit resum sobre la diversitat literària en la llengua esperanto.